# Argentina en la Copa Mundial de Fútbol de 1930
La selección de Argentina fue uno de los 13 equipos participantes de la Copa Mundial de Fútbol de 1930, que se realizó en Uruguay entre el 13 y el 30 de julio. 
Fue la primera participación de Argentina en la Copa del Mundo. El entrenador era Francisco Olazar y los capitanes eran Ángel Bossio y Manuel Ferreira. El torneo se celebró durante la era Amateur del fútbol.

## Preparación
Argentina ganó el Campeonato Sudamericano 1927 y el Campeonato Sudamericano 1929 y obtuvo la medalla de plata en los Juegos Olímpicos de Ámsterdam 1928 perdiendo la final contra la selección de Uruguay.
Un mes antes de la Copa Mundial de Fútbol de 1930, Argentina y Uruguay disputaron una copa amistosa, en el antiguo estadio del Club Atlético San Lorenzo de Almagro, ubicado en el barrio porteño de Boedo. El partido finalizaría con un empate por 1 a 1 con goles de Francisco Varallo para Argentina y Pedro Petrone para Uruguay. Debido a que en caso de empate, el visitante era declarado campeón, Uruguay se llevó el trofeo de la competición amistosa.
| 25 de mayo de 1930 | Argentina   | 1:1 (1:0) | Uruguay     | Estadio de San Lorenzo de Almagro, Buenos Aires        |                                                        |
|                    | Varallo 11' | Reporte   | Petrone 61' | Asistencia: 60 000 espectadores Árbitro(s): José Galli | Asistencia: 60 000 espectadores Árbitro(s): José Galli |

Según Francisco Varallo:"Antes del torneo practicábamos tres veces por semana. Hacíamos gimnasia y  jugábamos un picadito. Yo era un loco de los entrenamientos, así que me quedaba a correr después de que se iban los demás muchachos. El técnico era Francisco Olazar, gran figura de  Racing. Lo habían designado en mérito a su trayectoria, pero en esa época no decidía demasiado. Nombraba a los once y listo. Las grandes decisiones eran de los dirigentes. De preparador físico estaba Juan José  Tramutola, que nos orientaba con los ejercicios. Nada que ver con  los  entrenamientos de ahora, pero bien para la época.".
Argentina se concentró en Santa Lucía (Uruguay), una ciudad más tranquila, lejos de Montevideo, para evitar la presión de los hinchas uruguayos. Francisco Varallo: "Era como una guerra psicológica, nos querían asustar. Ahí, en la Barra, no había mucho para hacer, pero siempre venía a visitarnos Carlos Gardel, un gran amigo, un fanático del fútbol. Se quedaba hasta las 12 de la noche jugando a la lotería y siempre agarraba la guitarra  para cantarnos las canciones que le pedíamos."
En la convocatoria figuraba el español Pedro Arico Suárez, el primero jugador no nacido en Argentina que representó a la Albiceleste en un Mundial. El segundo fue Constantino Urbieta Sosa en el Mundial de 1934 y el tercero Gonzalo Higuaín en los Mundiales de 2010, 2014 y 2018.

## Plantel
La lista oficial de los jugadores convocados para el torneo fue revelada el 26 de mayo de 1930.
Datos correspondientes al día de inicio del torneo
| N.º |                                         | Nombre               | Posición       | Edad    | PJ | G | Club                        |
| --- | --------------------------------------- | -------------------- | -------------- | ------- | -- | - | --------------------------- |
| -   | Bandera de la Provincia de Buenos Aires | Ángel Bossio         | Guardameta     | 25 años | -  | - | Talleres de Escalada        |
| -   | Bandera de la Provincia de Buenos Aires | Juan Botasso         | Guardameta     | 21 años | -  | - | Argentino de Quilmes        |
| -   | Bandera de la Provincia de Santa Fe     | Alberto Chividini    | Defensa        | 24 años | -  | - | Central Norte de Tucumán    |
| -   | Bandera de la Provincia de Buenos Aires | Edmundo Piaggio      | Defensa        | 24 años | -  | - | Lanús                       |
| -   | Bandera de la Provincia de Buenos Aires | Fernando Paternoster | Defensa        | 27 años | -  | - | Racing Club                 |
| -   | Bandera de la Provincia de Buenos Aires | José Della Torre     | Defensa        | 24 años | -  | - | Racing Club                 |
| -   | Bandera de la Ciudad de Buenos Aires    | Juan Evaristo        | Defensa        | 28 años | -  | - | Sportivo Barracas           |
| -   | Bandera de la Ciudad de Buenos Aires    | Ramón Muttis         | Defensa        | 31 años | -  | - | Boca Juniors                |
| -   | Bandera de la Ciudad de Buenos Aires    | Adolfo Zumelzú       | Centrocampista | 28 años | -  | - | Tigre                       |
| -   | Bandera de la Ciudad de Buenos Aires    | Atilio Demaría       | Centrocampista | 21 años | -  | - | Gimnasia y Esgrima La Plata |
| -   | Bandera de la Ciudad de Buenos Aires    | Luis Monti           | Centrocampista | 29 años | -  | - | San Lorenzo de Almagro      |
| -   | Bandera de la Ciudad de Buenos Aires    | Mario Evaristo       | Centrocampista | 21 años | -  | - | Boca Juniors                |
| -   | Bandera de España                       | Pedro Suárez         | Centrocampista | 22 años | -  | - | Boca Juniors                |
| -   | Bandera de la Ciudad de Buenos Aires    | Rodolfo Orlandini    | Centrocampista | 25 años | -  | - | Estudiantil Porteño         |
| -   | Bandera de la Provincia de Buenos Aires | Alejandro Scopelli   | Delantero      | 22 años | -  | - | Estudiantes de La Plata     |
| -   | Bandera de la Ciudad de Buenos Aires    | Carlos Peucelle      | Delantero      | 21 años | -  | - | Sportivo Buenos Aires       |
| -   | Bandera de la Provincia de Buenos Aires | Carlos Spadaro       | Delantero      | 28 años | -  | - | Lanús                       |
| -   | Bandera de la Provincia de Buenos Aires | Francisco Varallo    | Delantero      | 20 años | -  | - | Gimnasia y Esgrima La Plata |
| -   | Bandera de la Ciudad de Buenos Aires    | Guillermo Stábile    | Delantero      | 25 años | -  | - | Huracán                     |
| -   | Bandera de la Provincia de Buenos Aires | Manuel Ferreira      | Delantero      | 24 años | -  | - | Estudiantes de La Plata     |
| -   | Bandera de la Ciudad de Buenos Aires    | Natalio Perinetti    | Delantero      | 29 años | -  | - | Racing Club                 |
| -   | Bandera de la Ciudad de Buenos Aires    | Roberto Cherro       | Delantero      | 23 años | -  | - | Boca Juniors                |
|     | Bandera de la Provincia de Buenos Aires | Francisco Olazar     | Entrenador     | 45 años |    |   |                             |

## Participación
- Los horarios son correspondientes a la hora local de la Ciudad de Montevideo (UTC−3:30).

### Partidos
| Fecha       | Lugar      | Instancia      |           |                      | Resultado |                           |                |
| ----------- | ---------- | -------------- | --------- | -------------------- | --------- | ------------------------- | -------------- |
| 15 de julio | Montevideo | Fase de grupos | Argentina | Bandera de Argentina | 1:0 (0:0) | Bandera de Francia        | Francia        |
| 19 de julio | Montevideo | Fase de grupos | Argentina | Bandera de Argentina | 6:3 (3:1) | Bandera de México         | México         |
| 22 de julio | Montevideo | Fase de grupos | Argentina | Bandera de Argentina | 3:1 (2:1) | Bandera de Chile          | Chile          |
| 26 de julio | Montevideo | Semifinales    | Argentina | Bandera de Argentina | 6:1 (1:0) | Bandera de Estados Unidos | Estados Unidos |
| 30 de julio | Montevideo | Final          | Uruguay   | Bandera de Uruguay   | 4:2 (1:2) | Bandera de Argentina      | Argentina      |

### Primera fase - Grupo 1
| Selección | Pts | PJ | PG | PE | PP | GF | GC | Dif |
| --------- | --- | -- | -- | -- | -- | -- | -- | --- |
| Argentina | 6   | 3  | 3  | 0  | 0  | 10 | 4  | 6   |
| Chile     | 4   | 3  | 2  | 0  | 1  | 5  | 3  | 2   |
| Francia   | 2   | 3  | 1  | 0  | 2  | 4  | 3  | 1   |
| México    | 0   | 3  | 0  | 0  | 3  | 4  | 13 | -9  |

|  | Clasificados a las semifinales. |

#### Argentina vs. Francia
Argentina concurrió a la primera Copa Mundial como invitado al igual que los otros 11 participantes, además del anfitrión. Se concentró en la Barra de Santa Lucía a pocos kilómetros de Montevideo.
El debut mundialista se produjo el 15 de julio de 1930 en el Estadio Gran Parque Central de Montevideo, ante Francia. 
A 10' del final el mediocampista Luis Monti por medio de un tiro libre, convirtió el único tanto del partido. El árbitro brasilero, Gilberto de Almeida Rêgo, se confundió y terminó el encuentro 6' antes, lo que provocó la ira del público, en su mayoría uruguayo, que invadió el terreno y llenó de gritos hostiles a los jugadores argentinos. Advertido del error, el árbitro fue hasta los vestuarios y les pidió a los jugadores que regresaran a la cancha para completar el tiempo reglamentario. El resultado no se alteró y Argentina ganó 1 a 0.
Francisco Varallo: "Nosotros jugamos bárbaro, pero no la podíamos meter. Creamos como diez situaciones de gol y no quería entrar. Pegaba en el palo, se iba raspando o la sacaba el arquero, Thépot, el primero al que vi usar guantes. Faltando diez minutos, nos cobraron un tiro libre y Monti me pidió que lo tirara. ‘No, patéelo usted que va a ser gol’, le dije sin tutearlo, porque era pibe y trataba a todos mis compañeros de ‘usted’. Yo no quería saber nada porque el arquero me había tapado dos cañonazos tremendos, creía que no era mi tarde de suerte. Al final le pegó Monti, la metió y ganamos con lo justo."
| 15 de julio de 1930, 16:00 | Argentina | 1:0 (0:0) | Francia | Estadio Parque Central, Montevideo                                   |                                                                      |
|                            | Monti 81' | Reporte   |         | Asistencia: 23 409 espectadores Árbitro(s): Gilberto de Almeida Rêgo | Asistencia: 23 409 espectadores Árbitro(s): Gilberto de Almeida Rêgo |

| -          | Guardameta     | Ángel Bossio      |  |
| -          | Defensa        | José Della Torre  |  |
| -          | Defensa        | Ramón Muttis      |  |
| -          | Centrocampista | Juan Evaristo     |  |
| -          | Centrocampista | Luis Monti        |  |
| -          | Centrocampista | Pedro Suárez      |  |
| -          | Delantero      | Natalio Perinetti |  |
| -          | Delantero      | Francisco Varallo |  |
| -          | Delantero      | Manuel Ferreira   |  |
| -          | Delantero      | Roberto Cherro    |  |
| -          | Delantero      | Mario Evaristo    |  |
| Entrenador | Entrenador     | Francisco Olazar  |  |

| -          | Guardameta     | Alexis Thépot        |  |
| -          | Defensa        | Étienne Mattler      |  |
| -          | Defensa        | Marcele Capelle      |  |
| -          | Centrocampista | Augustin Chantrel    |  |
| -          | Centrocampista | Alexandre Villaplane |  |
| -          | Centrocampista | Edmond Delfour       |  |
| -          | Delantero      | Marcel Pinel         |  |
| -          | Delantero      | Lucien Laurent       |  |
| -          | Delantero      | André Maschinot      |  |
| -          | Delantero      | Ernest Libérati      |  |
| -          | Delantero      | Marcel Langiller     |  |
| Entrenador | Entrenador     | Raoul Caudron        |  |

| Anotado | 81' | Luis Monti | 1:0 |

| Árbitro             | Gilberto de Almeida Rêgo |
| Árbitros asistentes | Ulises Saucedo           |
| Árbitros asistentes | Constantin Rădulescu     |

| -          | Guardameta     | Ángel Bossio      |  |
| -          | Defensa        | José Della Torre  |  |
| -          | Defensa        | Ramón Muttis      |  |
| -          | Centrocampista | Juan Evaristo     |  |
| -          | Centrocampista | Luis Monti        |  |
| -          | Centrocampista | Pedro Suárez      |  |
| -          | Delantero      | Natalio Perinetti |  |
| -          | Delantero      | Francisco Varallo |  |
| -          | Delantero      | Manuel Ferreira   |  |
| -          | Delantero      | Roberto Cherro    |  |
| -          | Delantero      | Mario Evaristo    |  |
| Entrenador | Entrenador     | Francisco Olazar  |  |

| -          | Guardameta     | Alexis Thépot        |  |
| -          | Defensa        | Étienne Mattler      |  |
| -          | Defensa        | Marcele Capelle      |  |
| -          | Centrocampista | Augustin Chantrel    |  |
| -          | Centrocampista | Alexandre Villaplane |  |
| -          | Centrocampista | Edmond Delfour       |  |
| -          | Delantero      | Marcel Pinel         |  |
| -          | Delantero      | Lucien Laurent       |  |
| -          | Delantero      | André Maschinot      |  |
| -          | Delantero      | Ernest Libérati      |  |
| -          | Delantero      | Marcel Langiller     |  |
| Entrenador | Entrenador     | Raoul Caudron        |  |

| Anotado | 81' | Luis Monti | 1:0 |

| Árbitro             | Gilberto de Almeida Rêgo |
| Árbitros asistentes | Ulises Saucedo           |
| Árbitros asistentes | Constantin Rădulescu     |

#### Argentina vs. México
La segunda participación argentina fue ante México en el Estadio Centenario de Montevideo. El partido se caracterizó por algunos episodios típicos de la era Amateur del fútbol. No había árbitros suficientes. El árbitro fue el director técnico de Bolivia en el Mundial, Ulises Saucedo, y uno de los jueces de línea –hoy llamados asistentes- fue el entrenador de Rumania en el torneo, Constantin Rădulescu. El capitán argentino en ese partido fue el arquero Ángel Bossio por la ausencia de Manuel Ferreira, que había viajado a Buenos Aires para rendir un examen en la carrera de Escribanía que seguía en la Facultad de Derecho. 
Guillermo Stábile se hizo con la titularidad en lugar de Roberto Cherro, permaneciendo hasta el final del torneo y terminando como máximo goleador de la competición.
El partido vio el primer caso de Juego limpio y también el primer penalti fallado en la historia de los Mundiales. Argentina ganaba 3-0 y le marcaron un penalti a favor. Ante las protestas del estadio. El argentino Fernando Paternoster falló el penalti a propósito. El árbitro, Ulises Saucedo, más tarde afirmó que se dio cuenta de que se había equivocado e intentó aumentar la distancia desde el punto del penalti, dando 16 pasos en lugar de 12. Al término del partido, Carlos Gardel fue al vestuario a felicitar a los jugadores por el gran gesto deportivo. Ulises Saucedo marcó otros dos penales, ambos para México, uno convertido por Manuel Rosas Sánchez y el otro atajado por Bosio ante el mismo ejecutante.
Stábile batió a Rosas y marcó el 1-0. Peucelle sacó el córner, Garza despejó y Zumelzú recogió el rechace. 2-0. Varallo para Stábile.  3 a 0. Manuel Rosas Sánchez de penal. 3 a 1. Zumelzú por Varallo. 4 a 1. Peucelle para Zumelzú. 5 a 1. Manuel Rosas remata, Bossio detiene y Rosas recoge el rebote. 5 a 2. Gayón recibe de Rosas. 5 a 3. Stábile supera a Garza y dispara. 6 a 3.
En un partido en el que Argentina se impuso por 6 a 3 con tres goles de Guillermo Stábile, dos goles de Adolfo Zumelzú y uno de Francisco Varallo.
| 19 de julio de 1930, 15:00 | Argentina                                             | 6:3 (3:1) | México                            | Estadio Centenario, Montevideo                             |                                                            |
|                            | Stábile 8', 17', 80' · Zumelzú 12', 55' · Varallo 53' | Reporte   | Rosas 42' (pen.), 65' · Gayón 75' | Asistencia: 42 100 espectadores Árbitro(s): Ulises Saucedo | Asistencia: 42 100 espectadores Árbitro(s): Ulises Saucedo |

| -          | Guardameta     | Ángel Bossio         |  |
| -          | Defensa        | José Della Torre     |  |
| -          | Defensa        | Fernando Paternoster |  |
| -          | Centrocampista | Alberto Chividini    |  |
| -          | Centrocampista | Adolfo Zumelzú       |  |
| -          | Centrocampista | Rodolfo Orlandini    |  |
| -          | Delantero      | Carlos Peucelle      |  |
| -          | Delantero      | Francisco Varallo    |  |
| -          | Delantero      | Guillermo Stábile    |  |
| -          | Delantero      | Attilio Demaría      |  |
| -          | Delantero      | Carlos Spadaro       |  |
| Entrenador | Entrenador     | Francisco Olazar     |  |

| -          | Guardameta     | Óscar Bonfiglio           |  |
| -          | Defensa        | Rafael Garza Gutiérrez    |  |
| -          | Defensa        | Manuel Rosas              |  |
| -          | Centrocampista | Felipe Olivares           |  |
| -          | Centrocampista | Alfredo Sánchez           |  |
| -          | Centrocampista | Raymundo Rodríguez        |  |
| -          | Delantero      | Francisco Garza Gutiérrez |  |
| -          | Delantero      | Felipe Rosas              |  |
| -          | Delantero      | Hilario López             |  |
| -          | Delantero      | Roberto Gayón             |  |
| -          | Delantero      | Juan Carreño              |  |
| Entrenador | Entrenador     | Juan Luque de Serrallonga |  |

| Anotado | 8'  | Guillermo Stábile | 1:0 |
| Anotado | 12' | Adolfo Zumelzú    | 2:0 |
| Anotado | 17' | Guillermo Stábile | 3:0 |
| Anotado | 53' | Francisco Varallo | 4:1 |
| Anotado | 55' | Adolfo Zumelzú    | 5:1 |
| Anotado | 80' | Guillermo Stábile | 6:3 |

| Anotado · Penal | 42' | Manuel Rosas  | 3:1 |
| Anotado         | 65' | Manuel Rosas  | 5:2 |
| Anotado         | 75' | Roberto Gayón | 5:3 |

| Árbitro             | Ulises Saucedo       |
| Árbitros asistentes | Gualberto Alonso     |
| Árbitros asistentes | Constantin Rădulescu |

| -          | Guardameta     | Ángel Bossio         |  |
| -          | Defensa        | José Della Torre     |  |
| -          | Defensa        | Fernando Paternoster |  |
| -          | Centrocampista | Alberto Chividini    |  |
| -          | Centrocampista | Adolfo Zumelzú       |  |
| -          | Centrocampista | Rodolfo Orlandini    |  |
| -          | Delantero      | Carlos Peucelle      |  |
| -          | Delantero      | Francisco Varallo    |  |
| -          | Delantero      | Guillermo Stábile    |  |
| -          | Delantero      | Attilio Demaría      |  |
| -          | Delantero      | Carlos Spadaro       |  |
| Entrenador | Entrenador     | Francisco Olazar     |  |

| -          | Guardameta     | Óscar Bonfiglio           |  |
| -          | Defensa        | Rafael Garza Gutiérrez    |  |
| -          | Defensa        | Manuel Rosas              |  |
| -          | Centrocampista | Felipe Olivares           |  |
| -          | Centrocampista | Alfredo Sánchez           |  |
| -          | Centrocampista | Raymundo Rodríguez        |  |
| -          | Delantero      | Francisco Garza Gutiérrez |  |
| -          | Delantero      | Felipe Rosas              |  |
| -          | Delantero      | Hilario López             |  |
| -          | Delantero      | Roberto Gayón             |  |
| -          | Delantero      | Juan Carreño              |  |
| Entrenador | Entrenador     | Juan Luque de Serrallonga |  |

| Anotado | 8'  | Guillermo Stábile | 1:0 |
| Anotado | 12' | Adolfo Zumelzú    | 2:0 |
| Anotado | 17' | Guillermo Stábile | 3:0 |
| Anotado | 53' | Francisco Varallo | 4:1 |
| Anotado | 55' | Adolfo Zumelzú    | 5:1 |
| Anotado | 80' | Guillermo Stábile | 6:3 |

| Anotado · Penal | 42' | Manuel Rosas  | 3:1 |
| Anotado         | 65' | Manuel Rosas  | 5:2 |
| Anotado         | 75' | Roberto Gayón | 5:3 |

| Árbitro             | Ulises Saucedo       |
| Árbitros asistentes | Gualberto Alonso     |
| Árbitros asistentes | Constantin Rădulescu |

#### Argentina vs. Chile
El último partido, ante Chile era el definitivo, ya que el que ganaba se clasificaba a las semifinales del torneo. Los argentinos vencieron a Chile por 3 a 1 con dos goles de Guillermo Stábile y uno de Mario Evaristo, mientras que Guillermo Subiabre marcó el gol de Chile.
El partido estuvo marcado por la pelea entre Luis Monti y Guillermo Subiabre. El periódico uruguayo El Diario (Uruguay) describió el incidente, acusando a Monti de ser el agresor: "impotente para detener a los forward de chile, que venían azareando a la defensa argentina, dándole abundante labor, el centro half Monti, siendo consecuente consigo mismo, aplicó deliberadamente un puntapié al jugador de chile, Zubiabre, cuando este player no estaba en posesión del globo, motivando la lógica reacción del agredido, lo que motivó la intervención de los jugadores argentinos que pretendieron agredir de nuevo a Zubiabre, saliendo en defensa de este sus compañeros, y generalizándose un pugilato entre todos los jugadores, que constituyó un espectáculo deprimente". El argentino Francisco Varallo acusó a Guillermo Subiabre de ser el agresor: “Ese Subiabre era malo de verdad. Mientras yo festejaba uno de nuestros goles, vino de atrás y me pegó una patada en la rodilla izquierda. De puro caliente, nomás. Y me la pegó tan bien que no pude estar en la semifinal, me  dolía una barbaridad.”
Un arranque de Carlos Peucelle termina en un centro que Guillermo Stábile anida en el arco de Cortés con un orientado testazo. Guillermo Stábile comanda otro ataque contra la última línea chilena. Logra evadir a la zaga, mal posicionada y a tres metros del arco, golpea la pelota. Cortés no puede hacer nada. Gol argentino, es el 2-0. Pique de Guillermo Arellano, éste remata
desde unos veinte metros. Bossio permite el rebote y se le escapa el balón. Guillermo Subiabre arremete en velocidad. 2 a 1. En los cinco del complemento, Carlos Peucelle se cuela en la defensa chilena y logra sacar un centro para Mario Evaristo. 3 a 1.
| 22 de julio de 1930, 14:45 | Argentina                       | 3:1 (2:1) | Chile        | Estadio Centenario, Montevideo                            |                                                           |
|                            | Stábile 12', 13' · Evaristo 51' | Reporte   | Subiabre 15' | Asistencia: 41 459 espectadores Árbitro(s): John Langenus | Asistencia: 41 459 espectadores Árbitro(s): John Langenus |

| -          | Guardameta     | Ángel Bossio         |  |
| -          | Defensa        | José Della Torre     |  |
| -          | Defensa        | Fernando Paternoster |  |
| -          | Centrocampista | Juan Evaristo        |  |
| -          | Centrocampista | Luis Monti           |  |
| -          | Centrocampista | Rodolfo Orlandini    |  |
| -          | Delantero      | Carlos Peucelle      |  |
| -          | Delantero      | Francisco Varallo    |  |
| -          | Delantero      | Guillermo Stábile    |  |
| -          | Delantero      | Manuel Ferreira      |  |
| -          | Delantero      | Mario Evaristo       |  |
| Entrenador | Entrenador     | Francisco Olazar     |  |

| -          | Guardameta     | Roberto Cortés      |  |
| -          | Defensa        | Ernesto Chaparro    |  |
| -          | Defensa        | Víctor Morales      |  |
| -          | Centrocampista | Arturo Torres       |  |
| -          | Centrocampista | Guillermo Saavedra  |  |
| -          | Centrocampista | Casimiro Torres     |  |
| -          | Delantero      | Guillermo Arellano  |  |
| -          | Delantero      | Guillermo Subiabre  |  |
| -          | Delantero      | Eberardo Villalobos |  |
| -          | Delantero      | Carlos Vidal        |  |
| -          | Delantero      | Juan Aguilera       |  |
| Entrenador | Entrenador     | György Orth         |  |

| Anotado | 12' | Guillermo Stábile | 1:0 |
| Anotado | 13' | Guillermo Stábile | 2:0 |
| Anotado | 51' | Mario Evaristo    | 3:1 |

| Anotado | 15' | Guillermo Subiabre | 2:1 |

| Árbitro             | John Langenus    |
| Árbitros asistentes | Henry Christophe |
| Árbitros asistentes | Ulises Saucedo   |

| -          | Guardameta     | Ángel Bossio         |  |
| -          | Defensa        | José Della Torre     |  |
| -          | Defensa        | Fernando Paternoster |  |
| -          | Centrocampista | Juan Evaristo        |  |
| -          | Centrocampista | Luis Monti           |  |
| -          | Centrocampista | Rodolfo Orlandini    |  |
| -          | Delantero      | Carlos Peucelle      |  |
| -          | Delantero      | Francisco Varallo    |  |
| -          | Delantero      | Guillermo Stábile    |  |
| -          | Delantero      | Manuel Ferreira      |  |
| -          | Delantero      | Mario Evaristo       |  |
| Entrenador | Entrenador     | Francisco Olazar     |  |

| -          | Guardameta     | Roberto Cortés      |  |
| -          | Defensa        | Ernesto Chaparro    |  |
| -          | Defensa        | Víctor Morales      |  |
| -          | Centrocampista | Arturo Torres       |  |
| -          | Centrocampista | Guillermo Saavedra  |  |
| -          | Centrocampista | Casimiro Torres     |  |
| -          | Delantero      | Guillermo Arellano  |  |
| -          | Delantero      | Guillermo Subiabre  |  |
| -          | Delantero      | Eberardo Villalobos |  |
| -          | Delantero      | Carlos Vidal        |  |
| -          | Delantero      | Juan Aguilera       |  |
| Entrenador | Entrenador     | György Orth         |  |

| Anotado | 12' | Guillermo Stábile | 1:0 |
| Anotado | 13' | Guillermo Stábile | 2:0 |
| Anotado | 51' | Mario Evaristo    | 3:1 |

| Anotado | 15' | Guillermo Subiabre | 2:1 |

| Árbitro             | John Langenus    |
| Árbitros asistentes | Henry Christophe |
| Árbitros asistentes | Ulises Saucedo   |

### Semifinales

#### Argentina vs. Estados Unidos
No estaba decidido cómo se jugarían las semifinales, ni se sabía cómo se decidirían los cruces. La FIFA optó por un sorteo puro sólo después de que se hubieran decidido los cuatro semifinalistas.
En las semifinales, Argentina debía enfrentar a los Estados Unidos, que venía de vencer a Bélgica y Paraguay por 3 a 0 a ambos. Antes del partido, el NY Times consideraba al equipo norteamericano favorito para el encuentro. Con 72.886 aficionados, en su mayoría argentinos, fue la mayor afluencia de público de la competición. El portero Juan Botasso sustituyó al entonces capitán Ángel Bossio y permanecería en el puesto en la final del Mundial.
Passe de Peucelle a Monti. 1 a 0. Passe de Peucelle para Scopelli. 2 a 0. Mario Evariso cruza y Stábile faz 3 a 0. Evaristo para Peucelle. 4 a 0. Stábile para Peucelle. 5 a 0. Evaristo para Stábile. 6 a 0. Patenaude para Bown. 6 a 1. 
El último cuarto de hora de la etapa inicial los norteamericanos jugaron con 10 hombre por la lesión de Raphael Tracey que abandonó la cancha.
| 26 de julio de 1930, 14:45 | Argentina                                                       | 6:1 (1:0) | Estados Unidos | Estadio Centenario, Montevideo                            |                                                           |
|                            | Monti 20' · Scopelli 56' · Stábile 69', 87' · Peucelle 80', 85' | Reporte   | Brown 89'      | Asistencia: 72 886 espectadores Árbitro(s): John Langenus | Asistencia: 72 886 espectadores Árbitro(s): John Langenus |

| -          | Guardameta     | Juan Botasso         |  |
| -          | Defensa        | José Della Torre     |  |
| -          | Defensa        | Fernando Paternoster |  |
| -          | Centrocampista | Juan Evaristo        |  |
| -          | Centrocampista | Luis Monti           |  |
| -          | Centrocampista | Rodolfo Orlandini    |  |
| -          | Delantero      | Carlos Peucelle      |  |
| -          | Delantero      | Alejandro Scopelli   |  |
| -          | Delantero      | Guillermo Stábile    |  |
| -          | Delantero      | Manuel Ferreira      |  |
| -          | Delantero      | Mario Evaristo       |  |
| Entrenador | Entrenador     | Francisco Olazar     |  |

| -          | Guardameta     | James Douglas      |     |
| -          | Defensa        | Alexander Wood     |     |
| -          | Defensa        | George Moorhouse   |     |
| -          | Centrocampista | James Gallagher    |     |
| -          | Centrocampista | Raphael Tracey     | 45' |
| -          | Centrocampista | Andrew Auld        |     |
| -          | Delantero      | William Gonsalves  |     |
| -          | Delantero      | Thomas Florie      |     |
| -          | Delantero      | Bertram Patenaude  |     |
| -          | Delantero      | James Brown        |     |
| -          | Delantero      | Bartholomew McGhee |     |
| Entrenador | Entrenador     | Robert Millar      |     |

| Anotado | 20' | Luis Monti         | 1:0 |
| Anotado | 56' | Alejandro Scopelli | 2:0 |
| Anotado | 69' | Guillermo Stábile  | 3:0 |
| Anotado | 80' | Carlos Peucelle    | 4:0 |
| Anotado | 85' | Carlos Peucelle    | 5:0 |
| Anotado | 87' | Guillermo Stábile  | 6:0 |

| Anotado | 89' | James Brown | 6:1 |

| Árbitro             | John Langenus   |
| Árbitros asistentes | Gaspar Vallejo  |
| Árbitros asistentes | Alberto Warnken |

| -          | Guardameta     | Juan Botasso         |  |
| -          | Defensa        | José Della Torre     |  |
| -          | Defensa        | Fernando Paternoster |  |
| -          | Centrocampista | Juan Evaristo        |  |
| -          | Centrocampista | Luis Monti           |  |
| -          | Centrocampista | Rodolfo Orlandini    |  |
| -          | Delantero      | Carlos Peucelle      |  |
| -          | Delantero      | Alejandro Scopelli   |  |
| -          | Delantero      | Guillermo Stábile    |  |
| -          | Delantero      | Manuel Ferreira      |  |
| -          | Delantero      | Mario Evaristo       |  |
| Entrenador | Entrenador     | Francisco Olazar     |  |

| -          | Guardameta     | James Douglas      |     |
| -          | Defensa        | Alexander Wood     |     |
| -          | Defensa        | George Moorhouse   |     |
| -          | Centrocampista | James Gallagher    |     |
| -          | Centrocampista | Raphael Tracey     | 45' |
| -          | Centrocampista | Andrew Auld        |     |
| -          | Delantero      | William Gonsalves  |     |
| -          | Delantero      | Thomas Florie      |     |
| -          | Delantero      | Bertram Patenaude  |     |
| -          | Delantero      | James Brown        |     |
| -          | Delantero      | Bartholomew McGhee |     |
| Entrenador | Entrenador     | Robert Millar      |     |

| Anotado | 20' | Luis Monti         | 1:0 |
| Anotado | 56' | Alejandro Scopelli | 2:0 |
| Anotado | 69' | Guillermo Stábile  | 3:0 |
| Anotado | 80' | Carlos Peucelle    | 4:0 |
| Anotado | 85' | Carlos Peucelle    | 5:0 |
| Anotado | 87' | Guillermo Stábile  | 6:0 |

| Anotado | 89' | James Brown | 6:1 |

| Árbitro             | John Langenus   |
| Árbitros asistentes | Gaspar Vallejo  |
| Árbitros asistentes | Alberto Warnken |

### Final

#### Uruguay vs. Argentina
Finalmente, el partido definitorio se jugó entre Argentina y Uruguay el 30 de julio en el Estadio Centenario. El clima se presentaba muy hostil para los argentinos. Como cada equipo quería jugar con su propia pelota, se debió hacer un sorteo. El primer tiempo se jugó con la pelota argentina y el segundo con el balón uruguayo, obviamente. El terreno de juego estaba en pésimas condiciones.
Días antes de la final ante Uruguay, el delantero argentino Francisco Varallo, estaba muy en duda por una lesión de rodilla. Argentina llegó al Mundial sin médico. Por eso, los delegados se contactaron con Juan Campisteguy, el hijo del presidente de la República de Uruguay de entonces, quien llevaba el mismo nombre. Campisteguy atendió a Pancho Varallo antes de la final y recomendó que no jugara por su lesión en la rodilla. Los dirigentes argentinos pensaron que su diagnóstico era interesado porque enfrentarían a Uruguay, y decidieron incluirlo en el equipo. El futbolista entró y se resintió de la lesión a los pocos minutos de la final en una época en la que no había cambios. 
En los días previos al partido decisivo, una murga de Montevideo se instaló a practicar en la puerta del hotel de Santa Lucía en el que se hospedaba la delegación argentina. El objetivo era interrumpir el descanso de los jugadores. Luis Monti recibió en su habitación una carta que lo amenazaba de muerte a él y a su familia. Según Monti: “Tuve mucho miedo cuando jugué ese partido porque me amenazaron con matarme a mí y a mi madre. Estaba tan aterrado que ni pensé que estaba jugando al fútbol. Lamentablemente perjudiqué a mis compañeros”.
A los 12' del primer tiempo, el uruguayo Pablo Dorado abre el marcador del partido, tras un pase de Héctor Castro. Pero Argentina reaccionó rápidamente. Ocho minutos después, Carlos Peucelle recibe de Manuel Ferreira e iguala el partido. Luis Monti adelantó la pelota hacia la ofensiva argentina, por elevación. José Nasazzi levantó sus manos para reclamar de off-side, pero el juez habilitó la jugada. Guillermo Stábile avanzó sin resistencia, y venció a Ballestrero con tiro alto.
Ya en el segundo tiempo el encuentro se hizo más reñido. A los 12' pero del segundo tiempo, José Pedro Cea empató el partido de barrida tras un pase de Héctor Scarone y Uruguay tomó el dominio del partido. Corrían 23' del segundo tiempo y Victoriano Santos Iriarte, en un disparo imprevisto desde 30 metros, puso en ventaja a los locales tras un pase de Ernesto Mascheroni. Ya faltando 1' para el final, Héctor Castro metió el 4 a 2 con cabezazo tras centro de Pablo Dorado dándole así el primer campeonato del Mundo a Uruguay.
Según Francisco Varallo: “En el entretiempo estaba convencido de que ganábamos. Vamos un gol arriba y ellos, que eran más viejos que nosotros, se veían cansados. Pero en el vestuario escuché cosas que no me gustaron. ‘Si ganamos acá, nos matan’, dijo un compañero. Yo empecé a mirar las caritas y vi que varios estaban asustados, no sólo Monti, al que tenían apuntado. Habían perdido esa garra que mostrábamos Stábile, Peucelle, yo, por ejemplo. Para colmo, el árbitro dejó que pegaran demasiado. En la jugada previa a que ellos nos empataran 2-2, el Manco Castro le pegó con el muñón en las costillas a Botasso, el arquero nuestro. Lo dejó a la miseria, no podía levantar el brazo.  Por eso Iriarte le metió el tercero desde 30 metros, estaba doblado del dolor y nadie se  animó a poner a un jugador de campo en el arco, ni el técnico ni los jugadores de más experiencia.  Ellos hicieron bien la suya: metieron, aprovecharon la ventaja, la jugaron de guapos. Y yo me quedé con una bronca bárbara por perder esa final. Yo y muchos argentinos más.".
| 30 de julio de 1930, 14:15 | Uruguay                                         | 4:2 (1:2) | Argentina                  | Estadio Centenario, Montevideo                            |                                                           |
|                            | Dorado 12' · Cea 57' · Iriarte 68' · Castro 89' | Reporte   | Peucelle 20' · Stábile 37' | Asistencia: 68 346 espectadores Árbitro(s): John Langenus | Asistencia: 68 346 espectadores Árbitro(s): John Langenus |

| -          | Guardameta     | Enrique Ballesteros |  |
| -          | Defensa        | José Nasazzi        |  |
| -          | Defensa        | Ernesto Mascheroni  |  |
| -          | Centrocampista | José Andrade        |  |
| -          | Centrocampista | Lorenzo Fernández   |  |
| -          | Centrocampista | Álvaro Gestido      |  |
| -          | Delantero      | Pablo Dorado        |  |
| -          | Delantero      | Héctor Scarone      |  |
| -          | Delantero      | Héctor Castro       |  |
| -          | Delantero      | Pedro Cea           |  |
| -          | Delantero      | Victoriano Iriarte  |  |
| Entrenador | Entrenador     | Alberto Suppici     |  |

| -          | Guardameta     | Juan Botasso         |  |
| -          | Defensa        | José Della Torre     |  |
| -          | Defensa        | Fernando Paternoster |  |
| -          | Centrocampista | Juan Evaristo        |  |
| -          | Centrocampista | Luis Monti           |  |
| -          | Centrocampista | Pedro Suárez         |  |
| -          | Delantero      | Carlos Peucelle      |  |
| -          | Delantero      | Francisco Varallo    |  |
| -          | Delantero      | Guillermo Stábile    |  |
| -          | Delantero      | Manuel Ferreira      |  |
| -          | Delantero      | Mario Evaristo       |  |
| Entrenador | Entrenador     | Francisco Olazar     |  |

| Anotado | 12' | Pablo Dorado       | 1:0 |
| Anotado | 57' | Pedro Cea          | 2:2 |
| Anotado | 68' | Victoriano Iriarte | 3:2 |
| Anotado | 89' | Héctor Castro      | 4:2 |

| Anotado | 20' | Carlos Peucelle   | 1:1 |
| Anotado | 37' | Guillermo Stábile | 1:2 |

| Árbitro             | John Langenus    |
| Árbitros asistentes | Ulises Saucedo   |
| Árbitros asistentes | Henry Christophe |

| -          | Guardameta     | Enrique Ballesteros |  |
| -          | Defensa        | José Nasazzi        |  |
| -          | Defensa        | Ernesto Mascheroni  |  |
| -          | Centrocampista | José Andrade        |  |
| -          | Centrocampista | Lorenzo Fernández   |  |
| -          | Centrocampista | Álvaro Gestido      |  |
| -          | Delantero      | Pablo Dorado        |  |
| -          | Delantero      | Héctor Scarone      |  |
| -          | Delantero      | Héctor Castro       |  |
| -          | Delantero      | Pedro Cea           |  |
| -          | Delantero      | Victoriano Iriarte  |  |
| Entrenador | Entrenador     | Alberto Suppici     |  |

| -          | Guardameta     | Juan Botasso         |  |
| -          | Defensa        | José Della Torre     |  |
| -          | Defensa        | Fernando Paternoster |  |
| -          | Centrocampista | Juan Evaristo        |  |
| -          | Centrocampista | Luis Monti           |  |
| -          | Centrocampista | Pedro Suárez         |  |
| -          | Delantero      | Carlos Peucelle      |  |
| -          | Delantero      | Francisco Varallo    |  |
| -          | Delantero      | Guillermo Stábile    |  |
| -          | Delantero      | Manuel Ferreira      |  |
| -          | Delantero      | Mario Evaristo       |  |
| Entrenador | Entrenador     | Francisco Olazar     |  |

| Anotado | 12' | Pablo Dorado       | 1:0 |
| Anotado | 57' | Pedro Cea          | 2:2 |
| Anotado | 68' | Victoriano Iriarte | 3:2 |
| Anotado | 89' | Héctor Castro      | 4:2 |

| Anotado | 20' | Carlos Peucelle   | 1:1 |
| Anotado | 37' | Guillermo Stábile | 1:2 |

| Árbitro             | John Langenus    |
| Árbitros asistentes | Ulises Saucedo   |
| Árbitros asistentes | Henry Christophe |

## Estadísticas

### Goleador
Guillermo Stábile, con ocho goles en cuatro partidos, fue el máximo goleador de la selección argentina y del torneo.
| N.° | Jugador            | Goles | PJ | Prom. |
| --- | ------------------ | ----- | -- | ----- |
| 1.° | Guillermo Stábile  | 8     | 4  | 2     |
| 2.° | Carlos Peucelle    | 3     | 4  | 0.75  |
| 3.° | Adolfo Zumelzú     | 2     | 1  | 2     |
|     | Luis Monti         | 2     | 4  | 0.5   |
| 4.° | Alejandro Scopelli | 1     | 1  | 1     |
|     | Francisco Varallo  | 1     | 4  | 0.25  |
|     | Mario Evaristo     | 1     | 4  | 0.25  |

### Asistentes
| N.° | Jugador           | Asistencias | PJ |
| --- | ----------------- | ----------- | -- |
| 1.° | Carlos Peucelle   | 5           | 4  |
| 2.° | Mario Evaristo    | 3           | 4  |
| 3.° | Adolfo Zumelzú    | 2           | 1  |
| 4.° | Luis Monti        | 1           | 4  |
|     | Guillermo Stábile | 1           | 4  |
|     | Francisco Varallo | 1           | 4  |
|     | Manuel Ferreira   | 1           | 4  |

### Arqueros
Ángel Bossio y Juan Botasso fueron los porteros de la selección argentina en esta edición de la Copa del Mundo.
| N.° | Jugador      | Anotado | PJ | Prom. |
| --- | ------------ | ------- | -- | ----- |
| 1.° | Ángel Bossio | 4       | 3  | 1.33  |
| 2.° | Juan Botasso | 5       | 2  | 2.5   |